# Leandra Becerra Lumbreras
Leandra Becerra Lumbreras (Tula, Mexique, 31 août 1887 ou 13 mars 1904 ? - Zapopan, Mexique, 19 mars 2015) était une supercentenaire mexicaine connue pour avoir prétendu être la femme la plus âgée du Mexique, de toute l'Amérique latine, et peut-être du monde. À sa mort, elle aurait prétendument atteint l'âge de 127 ans et 200 jours et, selon les archives antérieures à sa mort, elle avait une descendance composée de 5 enfants, 20 petits-enfants, 73 arrière-petits-enfants et 55 arrière-arrière-petits-enfants, ainsi qu'un nombre indéterminé d'arrière-arrière-petits-enfants, c'est-à-dire les enfants de ses arrière-arrière-petits-enfants. Son âge n'a pas pu être validé par le Livre Guinness des records, tandis que le Centre de recherche gérontologique lui reconnaît un âge de 111 ans.

## Biographie
Leandra Becerra prétendait être née le 31 août 1887, dans une famille de chanteurs. Selon le journal britannique The Telegraph, « Elle avait 27 ans lorsque la Première Guerre mondiale éclata, 75 ans lors de l'assassinat de John F. Kennedy et environ 102 ans lors de la chute du mur de Berlin.»
Entre 1910 et 1917, Leandra Becerra Lumbreras prétendit avoir combattu comme l'une des dirigeantes des Adelitas lors de la Révolution mexicaine. Ce groupe de femmes s'engageait aux côtés de leurs maris au combat. Pendant la révolution, elle entretint une relation avec Margarito Maldonado, un leader révolutionnaire. Maldonado lui offrit un fusil, qu'elle conserva jusqu'à sa mort. La centenaire avoua que Maldonado était « l'un des grands amours de sa vie ».
Selon un registre tenu avant sa mort, sa descendance comprenait alors 5 enfants, 20 petits-enfants, 73 arrière-petits-enfants et 55 arrière-arrière-petits-enfants, ainsi qu'un nombre indéterminé d'arrière-arrière-petits-enfants, c'est-à-dire les enfants de ses arrière-arrière-petits-enfants. Deux de ses petites-filles, Miriam Alvear et Celia Hernández, se sont fait connaître dans les médias pour avoir fourni des détails à la presse sur la longévité de leur grand-mère.
Elle est décédée le 19 mars 2015, après plusieurs mois de douleurs pulmonaires et une année de perte progressive de lucidité.

## Controverse
L'acte de baptême indique que Leandra Becerra Lumbreras est née à La Joya de San Francisco le 13 mars 1904 et a été baptisée le 4 juin 1904, fille de Calixto Becerra et Basilia Lumbreras. Les données publiques du recensement de 1930 ne corroborent pas non plus l'âge indiqué.
Lumbreras a affirmé avoir perdu son acte de naissance lors d'un déménagement en 1974, l'empêchant ainsi de prouver son âge de manière concluante. N'ayant pas son acte de naissance, le Livre Guinness des records n'a pu vérifier ses dires et a reconnu Misao Okawa (1898-2015) comme la personne la plus âgée du monde et Jeanne Calment (1875-1897) comme la personne ayant vécu le plus longtemps de l'histoire.